# 张帅 (1981年)
张帥（1981年7月20日—），男，山东青岛人，中国足球运动员。张帅出生于青岛，从2000年起就一直效力于北京国安，可司职右后卫或者中後卫，2007年曾入选过朱广沪执教的中国国家足球队。2008年11月10日，因为与俱乐部的矛盾宣布退役，年仅27岁。

## 职业生涯

### 俱乐部
- 青岛市业余体校队 青岛市冠军（1990年-1996年）
- 全国U-21赛 第9名（1999年）
- 第32届亚青赛 第3名
- 甲A 季军(2002年)
- 中超 亚军(2007年)、季军(2006年)
- 足协杯 冠军(2003年)、亚军(2000年、2001年)
- 中国超霸杯 冠军(2004年)

2001年5月24日，在九运会的一场比赛中，张帅在主裁判判罚其犯规成死球的情况下，与对手发生冲突，上前打了对方一巴掌，并对向他出示红牌的裁判出言不逊。主裁判当即出示红牌罚其出场，而不服从判决的张帅又企图冲回场内。其后决定取消他的集训和世青赛参赛资格。
2002年初的时候，张帅再入国青队，随主教练沈祥福在昆明集训。期间发生深夜泡吧事件：张帅、路姜和徐亮三名国青队员因为深夜不归，被中国足协勒令开除出队，而此前就已经有过“前科”的张帅的情况更加糟糕，被下放到国安二队。
2003年年底，张帅因为在联赛中表现不错，开始有了缓和的迹象，媒体也开始为他呼吁，希望沈祥福能给他重返国奥队的机会。但是当年初冬，张帅在未征求队医意见的情况下私自服用一种含有违禁成分麻黄碱的感冒药，随后在11月22日的一场甲A联赛中，张帅的A瓶、B瓶尿样在联赛的例行检测中都呈阳性，成为了中国足坛首位涉嫌服用兴奋剂的球员，最终遭到了中国足协6个月的禁赛，国安俱乐部教练组组长杨祖武、队医双印也于2004年初被禁赛三个月。

### 国家队
凭借着在联赛中的出色发挥，张帅得到了朱广沪的赏识，并参加了2007年亚洲杯。即使福拉多成为国足主教练，他主力右后卫的位置依然牢固，张帅也用一次次精彩的表现回报了福拉多。但随着杜伊接管国足，杜伊更愿意使用国奥适龄球员，张帅也就被无情的抛弃。

## 退役
2008年联赛国安主场对申花的比赛中，张帅首发出任国安中后卫，比赛中张帅出现了一些低级失误，而且还造成了一个乌龙球，结果国安以0比2负于申花。那场比赛之后，俱乐部认定张帅在比赛中发挥不正常，将其下放到预备队报到。张帅在接到通知后一直没有到预备队报到，也没有与董事会和俱乐部领导沟通，在长达4个月的时间里没有在俱乐部露面。北京国安俱乐部不得不给张帅下达最后通牒，要求其必须在10月中旬归队，直至10月17日，张帅还是没有回到球队。10月18日，俱乐部经过讨论后决定取消张帅2009年的球员注册资格，并且不得转会。
2008年11月6日，国安俱乐部正式向中国足协上报了《关于停止张帅参加中超联赛资格的报告》：因为消极比赛，不仅下放预备队，而且取消了其2009年的比赛资格。
2008年11月10日，张帅发布声明以个人名义退役，绝不接受国安任何形式下放。国安俱乐部副董事长罗宁在接受采访时表示：张帅如果选择退役，那只能是他自己的事情。从国安俱乐部的角度来说，“国安有权力处理任何消极比赛的球员，而且我们绝不会轻易处理、下放一个辛辛苦苦培养多年的球员，我们不能随便说哪个球员有什么问题，我们也不是公安机关，但所有人心里都有一杆秤，是非功过自有公论”。